# Høgfonna
Høgfonna är ett berg i Antarktis. Det ligger i Östantarktis. Norge gör anspråk på området. Toppen på Høgfonna är 2 579 meter över havet. Høgfonna ingår i Borgmassivet.
Terrängen runt Høgfonna är huvudsakligen kuperad, men åt sydost är den platt. Trakten är obefolkad. Det finns inga samhällen i närheten.